# 和久利誓一
和久利 誓一（わくり せいいち、1912年〈明治45年〉1月12日 - 2001年〈平成13年〉5月5日）は、日本のロシア文学者、東京外国語大学名誉教授。

## 経歴
1912年、島根県生まれ。東京外国語学校卒業し、母校の教授となった。1974年、東京外国語大学教授を定年退官し、名誉教授となった。その後は早稲田大学政治経済学部客員教授として教鞭をとり、1982年に退職。

## 受賞・栄典
- 1984年4月：勲三等旭日中綬章受章[1]。

## 著作

### 単著
- 『図解ロシヤ語入門』白水社、1951年9月。 NCID BN07917595。全国書誌番号:54012878。
- 『ロシヤ語変化全表』大学書林、1956年10月。 NCID BN06732324。全国書誌番号:57006245。
- 『テーブル式 ロシヤ語便覧』評論社、1959年6月。 NCID BN02869611。全国書誌番号:59006764。
- 『ロシア語四週間』大学書林、1961年10月。 NCID BA49493733。全国書誌番号:61011502。
- 『ロシヤ文学』通信教育大学講座〈大学講座〉、1967年1月。 NCID BN05962453。全国書誌番号:20502767。

### 編集
- 『大学書林ロシヤ語小辞典』（ビニール装）大学書林、1964年9月。 NCID BN06885664。全国書誌番号:64010234。
- 『大学書林ロシヤ語小辞典』（デスク判）大学書林、1964年9月。 NCID BN08740254。全国書誌番号:64010235。
- 『大学書林ロシヤ語小辞典』（総革装）大学書林、1964年9月。 NCID BN06885664。全国書誌番号:64010236。
- 『入門ロシア語読本』白水社、1968年2月。 NCID BN1079976X。全国書誌番号:20692875。
- 八杉貞利 著、和久利誓一 編『新県居雑記』吾妻書房、1970年8月。 NCID BN07430273。全国書誌番号:73001231。
- 和久利誓一・飯田規和・新田実 編『岩波ロシア語辞典』短歌新聞社、1992年6月。 NCID BN07786351。全国書誌番号:92057833。
- 小川水明 著、和久利誓一 編『小川水明歌集』短歌新聞社、1997年5月。全国書誌番号:98003356。

### 翻訳
- アレキサンダー・クープリン 著、和久利誓一・八尾直三郎 訳『白いむく犬』大橋弥生絵、新教育事業協会、1950年9月。 NCID BA51173928。全国書誌番号:45023139。
- スレプツオフ 著、和久利誓一 訳『困難な時代』岩波書店〈岩波文庫〉、1953年2月。 NCID BN03781185。全国書誌番号:53000267。
- ゴーリキー『文学的慰み ゴーリキー文学論集』河出書房〈市民文庫〉、1953年3月。 NCID BN06001850。全国書誌番号:53002517。
- A-0クプリーン 著、和久利誓一 訳『白いむく犬』ながいきよし絵、同和春秋社、1954年7月。全国書誌番号:45029444。
- 和久利誓一・辻昶 訳『わたくしたちの世界名作童話全集』 第6巻（ロシヤ・フランス篇）、庄司榮吉絵、同和春秋社、1954年12月。全国書誌番号:45036030。
- クプリーン 著、和久利誓一 訳『野性の誘惑 オレーシャ』河出書房〈河出新書〉、1956年12月。 NCID BA50982329。全国書誌番号:57002341。
- ミハイル・イリーン 著、和久利誓一 訳『人間の歴史』 第1部、岩崎書店〈イリーン名作全集 1〉、1966年10月。 NCID BA3742755X。全国書誌番号:45025620。
- ミハイル・イリーン 著、和久利誓一 訳『人間の歴史』 第2部、岩崎書店〈イリーン名作全集 2〉、1966年10月。 NCID BA3742755X。全国書誌番号:45025621。
- ミハイル・イリーン 著、和久利誓一 訳『人間の歴史』 第3部、岩崎書店〈イリーン名作全集 3〉、1966年10月。 NCID BA3742755X。全国書誌番号:45025622。
- ニコライ・ノーソフ 著、和久利誓一 訳『ビーチャと学校友だち』ポプラ社〈世界の名著 3〉、1971年4月。 NCID BN03805953。全国書誌番号:45030310。
- トルストイ 著、和久利誓一 訳『戦争と平和』 上、山中冬児絵、岩崎書店〈ジュニア版世界の文学 32〉、1969年4月。全国書誌番号:45008927。
- トルストイ 著、和久利誓一 訳『戦争と平和』 下、山中冬児絵、岩崎書店〈ジュニア版世界の文学 33〉、1969年6月。全国書誌番号:45008928。
- ニコライ・バイコフ 著、和久利誓一 訳『偉大なる王』ポプラ社〈世界の名著 39〉、1969年5月。 NCID BA33191440。全国書誌番号:45005572。
- ユーリー・ダウィードフ 著、和久利誓一 訳『十月革命と芸術』プログレス出版所、1970年。 NCID BN11749960。全国書誌番号:75043298。

### 監修
- 八杉貞利『ろしや路 八杉貞利日記』和久利誓一監修、図書新聞社〈図書新聞双書 5〉、1967年6月。 NCID BN09999841。全国書誌番号:67004251。